# Joey Miyashima
Joey Miyashima (18 novembre 1957) è un attore statunitense di origini giapponesi.

## Filmografia

### Cinema
- Stand Alone, regia di Alan Beattie (1985)
- Karate Kid II - La storia continua... (The Karate Kid - Part II), regia di John G. Avildsen (1986)
- Mother, Mother, regia di Micki Dickoff - cortometraggio (1989)
- Una vita in fuga (The Runnin' Kind), regia di Max Tash (1989)
- Cattive compagnie (Bad Influence), regia di Curtis Hanson (1990)
- Prossima fermata: paradiso (Defending Your Life), regia di Albert Brooks (1991)
- Sol levante (Rising Sun), regia di Philip Kaufman (1993)
- Behind the Waterfall, regia di Scott Murphy (1995)
- Con Air, regia di Simon West (1997)
- Superfusi di testa (Meet the Deedles), regia di Steve Boyum (1998)
- The Runner, regia di Ron Moler (1999)
- Il corvo 3 - Salvation (The Crow: Salvation), regia di Bharat Nalluri (2000)
- Dumb Luck, regia di Craig Clyde (2001)
- Little Secrets - Sogni e segreti (Little Secrets), regia di Blair Treu (2001)
- Mamma non baciare Babbo Natale (I Saw Mommy Kissing Santa Claus), regia di John Shepphird (2001)
- Benji: Off the Leash!, regia di Joe Camp (2004)
- Down and Derby, regia di Eric Hendershot (2005)
- Appuntamento al buio (Blind Dating), regia di James Keach (2006)
- American Pastime, regia di Desmond Nakano (2007)
- Moving McAllister, regia di Andrew Black (2007)
- Il coraggio di vincere (Forever Strong), regia di Ryan Little (2008)
- High School Musical 3: Senior Year, regia di Kenny Ortega (2008)
- 12 cuccioli da salvare (12 Dogs of Christmas: Great Puppy Rescue), regia di Kieth Merrill (2012)
- The Mule, regia di Gabriela Tagliavini (2012)
- Storm Rider - Correre per vincere (Storm Rider), regia di Craig Clyde (2013)
- Jackie & Ryan, regia di Ami Canaan Mann (2014)
- H8RZ, regia di Derrick Borte (2015)
- Being Charlie, regia di Rob Reiner (2015)
- Small Town Crime, regia di Eshom Nelms e Ian Nelms (2017)
- L'ultima discesa (6 Below: Miracle on the Mountain), regia di Scott Waugh (2017)
- Time After Time (Time Freak), regia di Andrew Bowler (2018)
- Side Effect, regia di Renny Grames e Andrea Shreeman - cortometraggio (2019)
- I segreti della notte (The Night Clerk), regia di Michael Cristofer (2020)
- Little Miss Strawberry, regia di Michelle D.C. Nguyen - cortometraggio (2020)
- Winter Spring Summer or Fall, regia di Tiffany Paulsen (2024)

### Televisione
| Anno | Film                                 | Ruolo               | Note                                                                             |
| ---- | ------------------------------------ | ------------------- | -------------------------------------------------------------------------------- |
| 1987 | Pee-wee's Playhouse                  | Oki Doki            | Serie televisiva (Episodio "Accidental Playhouse")                               |
| 1988 | Tracey Ullman Show                   | Marty Jr.           | Serie televisiva (Episodio "9 Minutes and 52 Seconds Over Tokyo")                |
| 1988 | Police Story: The Watch Commander    | Niko                |                                                                                  |
| 1989 | Doogie Howser (Doogie Howser, M.D.)  | Orderly             | Serie televisiva (Episodio "Doogie the Red-Nosed Reindeer")                      |
| 1990 | Partners in Life                     | Police Assistant    | Television movie                                                                 |
| 1990 | Una famiglia tutto pepe              | Delivery Person     | Serie televisiva (Episodio pilota)                                               |
| 1991 | I Simpson                            | Toshiro             | Serie televisiva (Episodio "One Fish, Two Fish, Blowfish, Blue Fish") voce       |
| 1991 | Ragionevoli dubbi                    | Dr. Brown           | Serie televisiva (Episodio pilota e "Hard Bargains")                             |
| 1995 | In the Shadow of Evil                | Dr. Neilsen         | Film televisivo                                                                  |
| 1995 | Whose Daughter Is She?               | Resident Doctor     |                                                                                  |
| 1996 | Terror in the Family                 | Attorney            |                                                                                  |
| 1996 | Unabomber: The True Story            | Man                 | Film televisivo                                                                  |
| 1996 | The Paper Brigade                    | Milkman             |                                                                                  |
| 1997 | In My Sister's Shadow                | Poliziotto          | Film televisivo                                                                  |
| 1997 | Night Sins                           | Doctor Lomax        | Film televisivo                                                                  |
| 1997 | Prove mortali                        | Police #1           | Film televisivo                                                                  |
| 1997 | Mother Knows Best                    | Bill Yamazaki       | Film televisivo                                                                  |
| 1997 | Detention: The Siege at Johnson High | Mr. Braddock        | Film televisivo                                                                  |
| 1997 | Dead by Midnight                     | Mr. Mizoguchi       | Film televisivo                                                                  |
| 1998 | No Laughing Matter                   | Worker              | Film televisivo                                                                  |
| 1999 | A Secret Life                        | Man                 | Film televisivo                                                                  |
| 1999 | The Substitute 3: Winner Takes All   | ER Doctor           |                                                                                  |
| 1999 | Absence of the Good                  | Childress           | Film televisivo                                                                  |
| 1999 | Il tocco di un angelo                | Steve               | Serie televisiva (Episodi "The Whole Truth and Nothing But..." e "Jagged Edges") |
| 1999 | The Test of Love                     | Man                 | Film televisivo                                                                  |
| 2000 | The Huntress                         | Ken Mitoguchi       | Serie televisiva (Episodio pilota)                                               |
| 2002 | Firestarter 2: Rekindled             | Registrar Secretary | Film televisivo                                                                  |
| 2003 | Everwood                             | Dr. Friesen         | Serie televisiva (Episodio "Vegetative State")                                   |
| 2004 | Paradise                             | Johnny Kim          | Film televisivo                                                                  |
| 2005 | E.R. - Medici in prima linea         | Deputy One          | Serie televisiva (Episodio "Cañon City")                                         |
| 2006 | High School Musical                  | Principal Matsui    | Television movie                                                                 |
| 2009 | Un papà da salvare                   | Cop                 | Television movie                                                                 |

- Due gemelle e un pallone (Double Teamed), regia di Duwayne Dunham – film TV (2002)
- Dragster Girls (Right on Track), regia di Duwayne Dunham – film TV (2003)

## Doppiatori italiani
Nelle versioni in italiano delle opere in cui ha recitato, Joey Miyashima è stato doppiato da:
- Gianluca Iacono in Due gemelle e un pallone
- Massimo Lodolo in Prossima fermata: Paradiso
- Stefano Miceli in Hawaii Five-0